# Horst Dörrbecker
Horst Dörrbecker (* 2. Juni 1941) ist ein deutscher Tischtennisspieler, der an der Weltmeisterschaft 1959 teilnahm.

## Werdegang
Horst Dörrbecker gehörte Ende der 1950er Jahre zur deutschen Spitzenklasse im Tischtennis. Zusammen mit seinem Bruder Helmut begann er seine Laufbahn beim nordhessischen Verein Jahn Treysa. 1958 wurde er hessischer Jugendmeister. Nach einem Zwischenspiel in der Saison 1962/63 bei Jahn Kassel kehrte er zu Jahn Treysa zurück.
1959 nahm er an den Individualwettbewerben der Weltmeisterschaft teil, wo er im Einzel in der Qualifikationsrunde scheiterte und im Doppel mit Horst Thein in der zweiten Runde gegen die Österreicher Karl Wegrath/Hans Zankl ausschied.

## Turnierergebnisse
| Verband | Veranstaltung     | Jahr | Ort      | Land | Einzel | Doppel    | Mixed        | Team |
| ------- | ----------------- | ---- | -------- | ---- | ------ | --------- | ------------ | ---- |
| FRG     | Weltmeisterschaft | 1959 | Dortmund | FRG  | Qual   | letzte 64 | keine Teiln. |      |